# Pahtasaari (ö i Tornedalen, lat 66,51, long 23,73)
Pahtasaari är en ö i Finland. Den ligger i Torne älv och i kommunen Övertorneå i den ekonomiska regionen  Tornedalens ekonomiska region  och landskapet Lappland, i den norra delen av landet, 700 km norr om huvudstaden Helsingfors. Öns area är 2,9 hektar och dess största längd är 260 meter i sydöst-nordvästlig riktning.